# إلمار هيس
إلمار هيس (بالألمانية: Elmar Hess) هو أستاذ جامعي ومنتج أفلام ومخرج ألماني، ولد في 1966 في هامبورغ في ألمانيا.